# Piece of Me
„Piece of Me“ је песма америчке певачице Бритни Спирс. Издата је 27. нобембра 2007. године, као други сингл са албума „Blackout“.